# Sân bay Trabzon
Sân bay Trabzon (IATA: TZX, ICAO: LTCG) là một sân bay ở Trabzon, thành phố phía đông vùng Biển Đen của Thổ Nhĩ Kỳ. Sân bay này có một đường băng dài 2439 m bề mặt nhựa đường. Năm 2007, sân bay này đã phục vụ 1.492.961 lượt khách, với 14.065 lượt chuyến và 2.439 tấn hàng hóa. Công suất của nhà ga là 1,5 triệu lượt khách mỗi năm.

## Các hãng hàng không và các tuyến điểm
- airberlin (Düsseldorf) [thuê bao]
- Airblue (Islamabad, Manchester) chỉ dừng dừng đổ nhiên liệu
- Atlasjet (Istanbul-Atatürk)
- Fly Air (Istanbul-Atatürk)
- Onur Air (Istanbul-Atatürk)
- Pegasus Airlines (Ankara, Antalya, Istanbul-Sabiha Gökçen)
  - Pegasus Airlines operated by Izair (Adana, İzmir)
- Turkish Airlines (Ankara, Berlin-Schönefeld, Bursa, Dusseldorf, Frankfurt, Istanbul-Atatürk, Istanbul-Sabiha Gökçen)
  - Turkish Airlines do SunExpress cung ứng (Antalya, İzmir)
- Cyprus Turkish Airlines (Ercan, London-Stansted)